# Macropsis emeljanovi
Macropsis emeljanovi är en insektsart som beskrevs av Dubovsky 1966. Macropsis emeljanovi ingår i släktet Macropsis och familjen dvärgstritar. Inga underarter finns listade i Catalogue of Life.